# 염영하
 염영하 (廉永夏, 1919년 6월 1일, 함경남도 차호~ 1995년 6월 14일 ) 서울대학교 명예교수, 금속공학자이다.

## 학력
- 1945년 일본 동북제국대학 기계공학과 학사
- 1967년 서울대학교 대학원 공학박사

## 주요경력
- 1945.10 ∼ 1947.02 경성공업전문학교 조교수 및 경성대학 이공학부 전임강사
- 1947.03 ~ 1949.02 삼화공정(주) 기술 부장, 기술소 양성소 소장
- 1952.09 ~ 1984.08 서울대학교 조교수, 부교수, 교수
- 1967 ~ 1956 대한기계학회 회장
- 1978 ~ 1988 한국범종연구회 회장
- 1984.09 ∼ 1995.06 서울대학교 명예교수
- 1986 ~ 1988 아시아–태평양 재료강도학술회 회장

## 생애 및 업적
1945년 일본 동북제국대학을 졸업한 후, 1995년 6월 14일 한국 범종 답사 출장 중 별세하기까지, 만 50년을 한국 과학 기술 발전을 위한 연구와 인재 양성을 위한 교육, 산업체에 대한 수많은 기술 자문과 지도에 힘썼으며, 대한민국의 과학기술과 독창적 예술성이 담긴 한국 범종의 신비를 규명했다.
1919년 6월 1일 함경남도 차호에서 태어났다.  차호보통학교를 졸업하고 1933년 함흥 영생고등보통학교에 입학했다. 1940년 졸업 후, 일본유학을 떠나 1942년 9월 동북제국대학 공학부 기계공학과에 입학했다. 1945년 동북제국대학을 졸업한 염영하는 광복을 맞아 귀국해 경성공업전문학교 기계공학과 조교로 부임했다. 경성공업전문학교가 경성대학교로 승격한 후엔 이공학부 전임강사로 자리를 옮겨 1947년 2월까지 근무했다.
1949년 3월 서울대학교 공과대학 전임강사로 부임했으며, 1952년 영국유학을 떠나 임페리얼칼리지런던(Imperial College London)에서 1년간 기계공구가의 열처리에 관한 연구를 했다. 유럽 각국 대학연구소 및 선진 산업현장을 시찰하고 돌아와 서울대 기계공학 교육과정에 선진 공학을 도입했다.
재료 공학, 피로 파괴, 공작기계, 실험 응력해석 분야에서 기초를 다지고 발전시키는 수많은 연구업적을 남겼다. 특히 구상흑연주철, 강 등의 재료에 대한 충격인장, 충격 굽힘, 반복충격 등과 하중 시 기계의 기계적 성질 및 파괴 거동에 관한 연구, 비틀림 피로, 반복 회전 굽힘을 받는 스프링강의 피로 및 크랙 진전에 관한 연구 결과를 1965년부터 日本鐵鋼誌, 日本機械學會, Transaction of Japan Institute of Metals 등에 발표하고 다양한 국제활동을 펼쳤다. 저술서 「공작기계」, 「금속재료학」 등 많은 교과서는 전국 많은 공과대학에서 최근까지도 사용되고 있다..
이후, 한국 대표적 문화재인 성덕대왕 신종(일명 봉덕사종 또는 에밀레종)과 상원사종 등 신라시대의 종은 물론 고려시대의 종, 조선시대의 종의 특성을 파악해 한국의 종이 서양 종, 중국 종, 일본 종에 비해 예술적, 과학적으로 매우 뛰어난 종임을 입증하였다. 또한, 한국 범종에 대한 답사와 과학적 연구만을 한 것이 아니라 실제로 종의 설계, 제작, 총괄 감리를 했다. 보신각 새 종, 석굴암 대종, 해인사 종 등 8구의 범종과 독립기념관 통일의 종을 직접 제작지휘함으로써, 한국의 전통 기술을 복원하고 실제로 구현했다.
한국 종에 관한 독보적 연구를 담은 「한국의 종」(1991), 「한국종 연구」(1984) 등 다수의 책을 통해 한국 범종의 우수성을 세계에 알렸다. 1995년까지 ‘상원사종 및 성덕대왕신종의 음통과 명동에 대한 고찰’(한국범종연구회지) 등 범종 연구에 관한 논문을 32편 저술하고 범종은 물론 자동차, 전동차 연구 등 실용적인 산업 분야로 학술연구를 확대해 공학분야 논문 94편 등 총 200편의 논문과 20여권의 저술 활동을 펼쳤다.

## 주요 저서
- 공작기계 (동명사 1984)
- 한국종 연구 (1984)
- 한국의 종 (1991)
- 금속재료학 (동명사 1992)

## 상훈
- 1960년 1월 녹조소성훈장
- 1968년 2월 상공부 장관 표창
- 1974년 12월 대한민국 과학기술상
- 1974년 국민훈장 동백장

## 참고자료
- 대한민국 과학기술유공자 홈페이지